# Chalcoscirtus platnicki
Chalcoscirtus platnicki là một loài nhện trong họ Salticidae.
Loài này thuộc chi Chalcoscirtus. Chalcoscirtus platnicki được Yuri M. Marusik miêu tả năm 1995.